# Лајла Кинунен
Лајла Кинунен (8. новембар 1939. - 26. октобар 2000.) била је финска певачица. Била је једна од најпопуларнијих финских певачица 1950-их и 1960-их. 

## Биографија
Рођена је у Ванти, у Финској, 8. новембра 1939. године. Детињство је провела у Шведској као избеглица из Другог светског рата, вративши се у Финску са десет година. Њен први албум, објављен 1957. године, наишао је на успех. 1961. представљала је Финску на Песми Евровизије са песмом ”Valoa ikkunassa”. Тиме је постала прва представница Финске икада на Евровизији. Такмичење је завршила на десетом месту са 6 бодова. На Евровизију се покушала пласирати и 1962. године са песмом ”Lumineito”, 1966. са песмом ”Muistojen Bulevardi”, 1967. са ”Unohdusta ei ole” и ”Revontuli”, и 1969. са песмом ”Potkis”.
Током 1960-их постала је свестрана пјевачица, способна за захтјевне интерпретације. Између осталог почела је снимати џез, народну музику и боса нову. Такође, остварила је улоге у Шведском театру у Хелсинкију. Почетком 1970-их почела је да се повлачи из јавности, да би крајем 1970-их потпуно престала да наступа. Почела је да се бори са алкохолизмом. 1989. поводом њеног педестог рођендана објављен је документарни филм "Laila".
Лајла Кинунен се удавала три пута, а из брака са југословенским музичарем Миланом Мишићем има ћерку Милану Мишић која је такође певачица. 26. октобра 2000. године умрла је након што је пала на степеницама. Сахрањена је у Хелсинкију.